# Carolinarose
Carolinarose (Rosa carolina), også skrevet Carolina-Rose, er en lav, løvfældende busk med en opret eller opstigende, forgrenet vækst. Den kan blive bestanddannende, hvor den trives. Den er hjemmehørende i f.eks. North- og South Carolina i USA (deraf navnet).

## Beskrivelse
Barken er først rødbrun og tæt besat med børsteagtige torne. Senere bliver den brun med tynde, rette torne. Enkelte sideskud er dog helt tornløse. Knopperne er spredstillede, små, ægformede og brune med tydelig spids. 
Bladene er uligefinnede med 5-7 elliptiske til lancetformede småblade. Bladranden er skarpt savtakket med jævnt tilløbende spids. Oversiden er hårløs og kraftigt grøn, mens undersiden er grågrøn. Blomstringen sker i juli-august, hvor man finder blomsterne enkeltvis eller i små, endestillede stande på kortskud. Blomsterne er regelmæssige og 5-tallige med lyserøde kronblade. Frugterne er kuglerunde, blanke hyben, der bliver siddende langt hen på vinteren.
Rodnettet består dels af højtliggende, underjordiske udløbere og dels af kraftige hovedrødder med trævlede siderødder. Planten danner jordtræthed.
Højde x bredde og årlig tilvækst: 1,50 x 2,00 m (25 x 30 cm/år).

## Hjemsted
Carolinarose er udbredt fra Quebec og Ontario i Canada og fra USAs Oklahoma og Texas i vest til østkyststaterne, deriblandt North- og South Carolina (deraf navnet). Den optræder som pionerplante og foretrækker lysåbne eller let skyggede voksesteder med fugtig jord. Den er derimod tolerant over for de fleste jordtyper og pH-forhold. 
Bag ved klitterne på Plum Island ved Massachusetts' nordøstlige kyst, dvs. nord for Cape Ann findes arten i pioneragtig vegetation sammen med bl.a. amerikansk celaster, amerikansk nældetræ, amerikansk sassafras, farveeg, glansbladet hæg, hedemelbærris, pennsylvansk vokspors, rød løn, skovtupelotræ og weymouthfyr
| Portal | Portal:Botanik |

## Note
1. ↑  Massachusetts_Office_of_Coastal_Zone_Management: The Marine Resources of the Parker River-Plum Island Sound Estuary Arkiveret 4. august 2008 hos  Wayback Machine (engelsk)